# Yasushi Kita
Yasushi Kita (Osaka, 25 april 1978) is een voormalig Japans voetballer.

## Carrière
Yasushi Kita speelde tussen 1997 en 2011 voor Júbilo Iwata, JEF United Ichihara, Cerezo Osaka, Albirex Niigata, Thespa Kusatsu en Gainare Tottori.